# Midnight at the Lost and Found
Midnight at the Lost And Found – album amerykańskiego muzyka Meat Loafa wydany w maju 1983 roku.
Meat Loaf po sporze z Jimem Steinmanem znalazł się w obliczu zobowiązań kontraktowych do wydania nowego albumu. Steinman dał Meatowi dwie piosenki, ale wytwórnia płytowa nie zgodziła się zapłacić kompozytorowi. Utwory te zostały przekazane Bonnie Tyler oraz zespołowi Air Supply i stały się wielkimi hitami - na amerykańskiej liście przebojów w 1983 roku na 1 miejscu znalazła się Total Eclipse Of The Heart (Bonnie Tyler), a na 2 miejscu Making Love Out Of Nothing At All (Air Supply). Meat Loaf nie widząc szans na rozwiązanie sporu ze Steinmanem (w końcu pozwali się nawzajem) był zmuszony szukać innych kompozytorów - sam został współautorem części piosenek.

## Lista piosenek
1. Razor's Edge (Steve Buslowe, Paul Christie, Mark Doyle, Meat Loaf) - 4:07
2. Midnight At The Lost And Found (Steve Buslowe, Paul Christie, Dan Peyronel, Meat Loaf) - 3:36
3. Wolf At Your Door (Steve Buslowe, Leslie Aday) - 4:05
4. Keep Driving (Paul Christie, Paul Jacobs, Meat Loaf) - 3:30
5. The Promised Land – 2:44 (Chuck Berry) - 2:44
6. You Never Can Be Too Sure About The Girl (Steve Buslowe, Meat Loaf) - 4:28
7. Priscilla (Paul Jacobs, Sarah Durkee) - 3:33
8. Don't You Look At Me Like That (Marshall James Styler) - 3:27 - duet z Dale Krantz Rossington
9. If You Really Want To (Ted Neeley, George Meyer) - 3:38
10. Fallen Angel (Dick Wagner) - 3:38

## Osoby
- Meat Loaf — Główny wokal
- Paul Jacobs - Fortepian
- Mark Doyle - Gitara, Fortepian, Gitara basowa, Syntezator, Chórek
- Rick Derringer - Gitara, Gitara basowa
- Tom Edmonds - Gitara
- Gary Rossington - Gitara
- Steve Buslowe - Gitara basowa
- Dave Lebolt - Syntezator
- Max Weinberg - Perkusja
- Dale Krantz Rossington - Główny wokal kobiecy w piosence Don't You Look At Me Like That
- Chuck Kirkpatrick - Chórek
- John Sambataro - Chórek